# مركز التدريب الوطني لاتحاد غوام لكرة القدم
مركز التدريب الوطني لاتحاد غوام لكرة القدم (بالإنجليزية: Guam Football Association National Training Center)‏ هو ملعب كرة قدم في ديديدو، غوام. الملعب الرياضي يمكن أن يستوعب حوالي 5،000 متفرج.
أقيمت أول مباراة لتصفيات كأس العالم على الملعب في 11 يونيو 2015. وكانت المباراة بين منتخبي غوام و‌تركمانستان، مع فوز الفريق المضيف على الفريق الزائر، 1–0.